# Roggspitze
Roggspitze är en bergstopp i Österrike.   Den ligger i förbundslandet Vorarlberg, i den västra delen av landet, 500 km väster om huvudstaden Wien. Toppen på Roggspitze är 2 747 meter över havet, eller 258 meter över den omgivande terrängen. Bredden vid basen är 1,2 km.
Terrängen runt Roggspitze är bergig åt sydost, men åt nordväst är den kuperad. Närmaste större samhälle är Mittelberg, 18,1 km norr om Roggspitze. 
Trakten runt Roggspitze består i huvudsak av gräsmarker. Runt Roggspitze är det ganska glesbefolkat, med 27 invånare per kvadratkilometer.